# 巴貝里尼博物館
巴貝里尼博物館（德語：是一座位於德國波茨坦老集市廣場的一座藝術博物館，於2017年開放。其展覽範圍以創始人和贊助者哈索·普拉特納的典藏，展示自古典主義到當代藝術領域為主題，尤其以印象派繪畫為主之藝術品與文物等。
該博物館每年舉辦三場臨時展覽，展出來自與國際博物館策展的私人收藏展品。該博物館當代旨在提供多樣化的活動和教育活動計劃，並引用應用程序和4K智能牆提供參觀者數位服務。

## 沿革
巴貝里尼博物館主要展示了普拉特納從前東德時期收集的藝術作品，以及自古典到當代藝術的特別展覽，以印象派為重點，包括展示奥古斯特·罗丹、克勞德·莫奈和爱德华·蒙克的作品。
其館舍原址為建於1770年代，位於舊廣場上的巴貝里尼宮，該建築物於1945年4月14日的波茨坦空襲中被摧毀，第二次世界大戰結束後不久，除了部分外牆保存後。整個廢墟在1948年被拆除，但儘管隨後的幾十年曾提出各種重建計劃，但最終並未實現，直到2010年代初期，哈索·普拉特納著手推著重建宮殿外牆的工程，作為舊波茨坦市中心重建計畫的一部分後才正式進行重建。
巴貝里尼宮重建的奠基儀式於2013年8月舉行。僅重建了外牆，室內則採用現代主義設計，該建築物共有17個展廳，總面積2200平方公尺。該建築還設有商店、咖啡館和餐廳，以及用於閱讀、音樂會、電影放映、戲劇和講座的禮堂。該建築收藏了哈索普拉特納基金會的藏品，並為臨時展覽提供場所。2015年4月17日，新大樓舉行了封頂儀式。2015年11月，包括立面在內的外牆完成，內部設計則於2016年完成。
巴貝里尼博物館的開幕式於2017年1月20日舉行。嘉賓包括時任德國總理安格拉·梅克爾、勃蘭登堡州總理迪特馬爾·沃德克和微軟創始人比爾·蓋茨。隨後博物館於1月23日起對公眾開放。《衛報》將其列為「2017年世界上最重要的開幕式之一」。目前博物館由奧楚德·魏斯泰德（Ortrud Westheider）管理，他曾擔任漢堡布策里烏斯藝術論壇的主任。

## 收藏

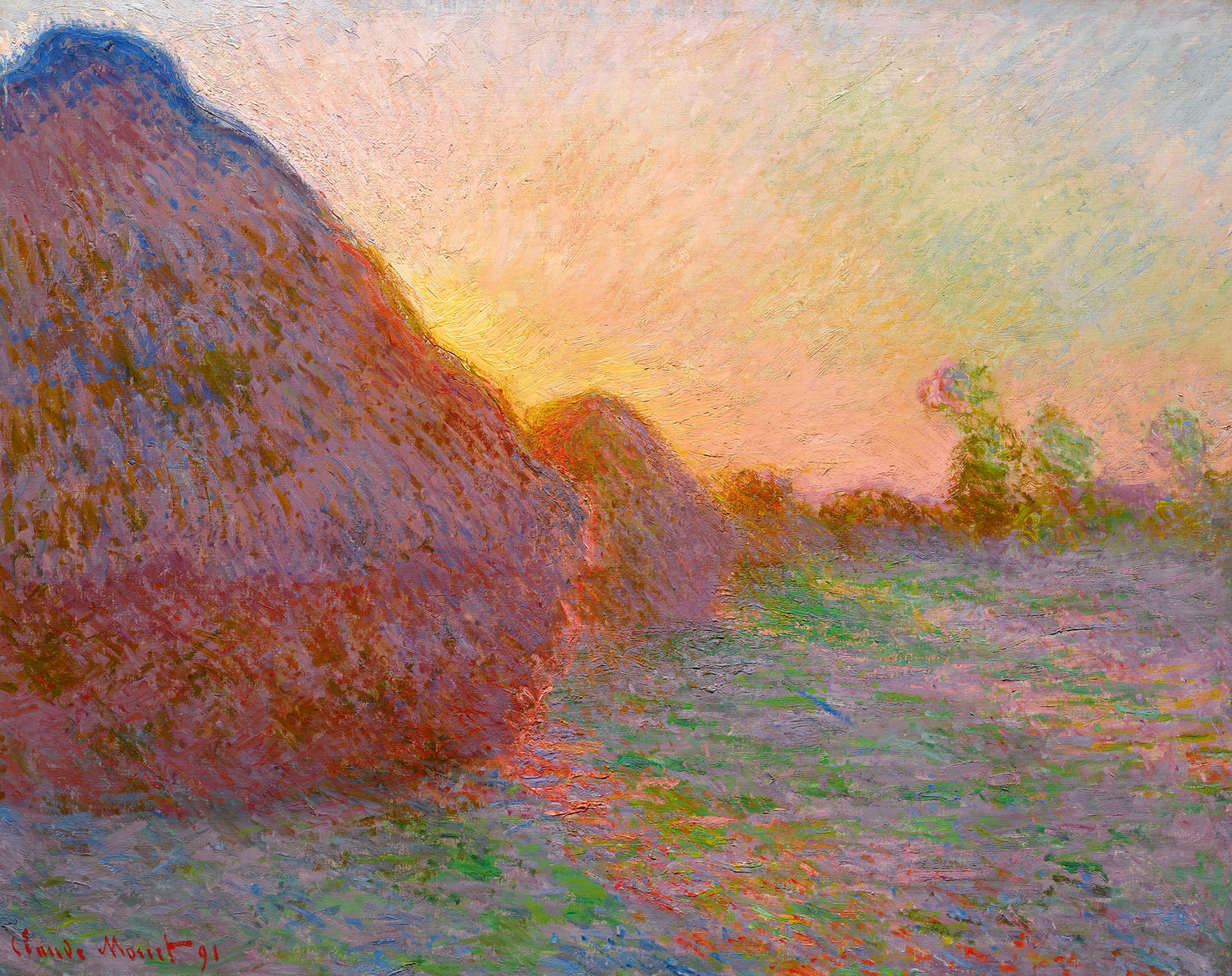
莫奈《乾草堆》， 1890年。哈索・普拉特納收藏，已永久借給巴貝里尼博物館。

自2020年9月以來，巴貝里尼博物館一直收藏著普拉特納的藏品。收錄法國印象派和後印象派作品約107件，其中克勞德·莫奈的作品38件。該系列中的其他藝術家包括亨利－埃德蒙·克羅斯、古斯塔夫·卡耶博特、皮耶-奧古斯特·雷諾瓦、保羅·席涅克、阿爾弗雷德·西斯萊和莫里斯·德·弗拉芒克，目前博物館提供數據網站，以提供遊客訪問普拉特納收藏的所有作品，以及有關出處、文獻和展覽歷史的詳細資訊。
該系列中最著名的作品之一是莫奈於1890年的作品《乾草堆》，是哈索·普拉特納於2019年5月在紐約蘇富比拍賣行所購得。2022年10月23日，因抗議化石燃料的開採，該幅畫遭到德國氣候變遷組織最後一代（Letzte Generation）潑灑馬鈴薯泥，畫作本身因玻璃保護，在此事件並沒有造成損傷。

## 外部連結
- 官方網站 （页面存档备份，存于）